# Torre Adequa
La Torre Adequa es un rascacielos aprobado situado en la Ciudad Adequa, en la ciudad de Madrid, capital de España. Está previsto que el proyecto se desarrolle en el barrio de Las Tablas, muy cerca de otros grandes edificios de oficinas como La Vela o el complejo Cuatro Torres Business Area.

## Descripción
Diseñada por el estudio de arquitectura BOD, está previsto que sea una torre triangular con cerca de 1200 metros cuadrados de superficie por planta. De construirse, su fachada daría al futuro desarrollo urbanístico Madrid Nuevo Norte. En la parte más alta de la torre se espera instalar el logotipo de Merlin Properties, aunque inicialmente, como se ve en los renders, se iba a instalar el logotipo de Bami. Según lo planeado, tendría 100 metros de altura, 32 000  m² de superficie y 25 plantas. También contaría con 859 plazas de garaje repartidas en cuatro plantas de sótano.

## Situación
Está previsto que se sitúe dentro del desarrollo urbano de Las Tablas y frente a Sanchinarro, que cuenta con accesos desde la M-30, la M-40 y la A-1. Se puede acceder a la zona mediante el transporte público.
De construirse, formaría parte del complejo de oficinas Adequa, compuesto por seis edificios de oficinas de grado A, dos de ellos en proyecto, uno de los cuales es la torre central, y un centro de servicios que incluye un gimnasio, restaurantes, una farmacia, una guardería y pistas de pádel. En total, la parte construida tiene una superficie bruta alquilable de 75 928 m², de los cuales 5013 m² son de uso comercial. La superficie pendiente de desarrollo alcanza los 45 000 m². El complejo cuenta también con zonas ajardinadas destinadas al descanso de los empleados, y sus principales inquilinos son Audi y Técnicas Reunidas.

## Historia

### Proyecto inicial y paralización
En 2004 Metrovacesa y Renault llegaron a un acuerdo según el cual Renault le cedería la parcela en la que, hasta 2016, se situó su sede en España a Metrovacesa a cambio de 170 millones de euros. Invirtió 400 millones de euros en construir la Ciudad Adequa en fases.
En 2007, Joaquín Rivero resucita la empresa inmobiliaria Bami Newco para acoger los activos de Metrovacesa y se apropió de la Ciudad Adequa. En 2008 se iniciaron los trabajos de preparación del terreno y al año siguiente terminaron, pero las obras no continuaron. En 2013, Bami entró en concurso de acreedores, lo que supuso la paralización total del proyecto, y la empresa estadounidense Lone Star ejecutó la deuda de 630 millones de Bami a cambio del complejo de oficinas.

### Proyecto de Merlin
En 2016 Lone Star puso en venta el complejo de oficinas por 450 millones de euros y Merlin Properties lo terminó comprando por 380 millones. Varios meses después de la compra, recibió la luz verde del Ayuntamiento para levantar la torre. En 2018 Merlin diseñó un plan de inversiones para construir edificios de oficinas en Madrid, según el cual destinaría 70 millones de euros a la construcción de la Torre Adequa y otros 31 millones para construir la Torre Chamartín, de 86.5 metros de altura, que se completó en 2018. Se espera que Merlin levante la Torre Adequa a finales de 2021.
En noviembre de 2019 se presentó el nuevo proyecto de la torre, realizado por el estudio de arquitectura BOD, ligeramente modificado respecto del original, y se anunció que las obras empezarían en 2020 y se completarían en un plazo de veinticuatro meses. La torre tendrá 25 plantas y 100 m de altura y una superficie de 32 000 m². Contará con un vestíbulo de doble altura con pantalla digital y vidrieras de siete metros de altura. La superficie del nuevo proyecto es superior que la del diseño inicial debido a que cada planta gana unos 100 m² al desplazar los pilares hacia el exterior. Otra de las novedades del proyecto es su fachada, de aspecto más moderno, con una abertura vertical en una de las esquinas de la torre y un retranqueo con forma de Z. En total, la inversión de Merlin en el edificio ascenderá a 110 millones de euros, incluyendo la compra del suelo y la obra.